# Legea lui Coulomb

Diagramă care descrie mecanismul de bază al legii lui Coulomb; sarcini de același semn se resping, iar sarcini de semne opuse se atrag.

Legea lui Coulomb, este o lege experimentală, publicată în 1785 de fizicianul francez Charles Augustin de Coulomb, și care se referă la forța de interacțiune  dintre două particule punctiforme încărcate cu sarcini electrice și aflate în repaus. 
Legea stabilește că valoarea numerică a forței electrostatice, de atracție sau de respingere, dintre două sarcini electrice punctiforme este direct proporțională cu produsul valorilor numerice ale celor două sarcini electrice și invers proporțională cu pătratul distanței dintre sarcini.

## Forma scalară

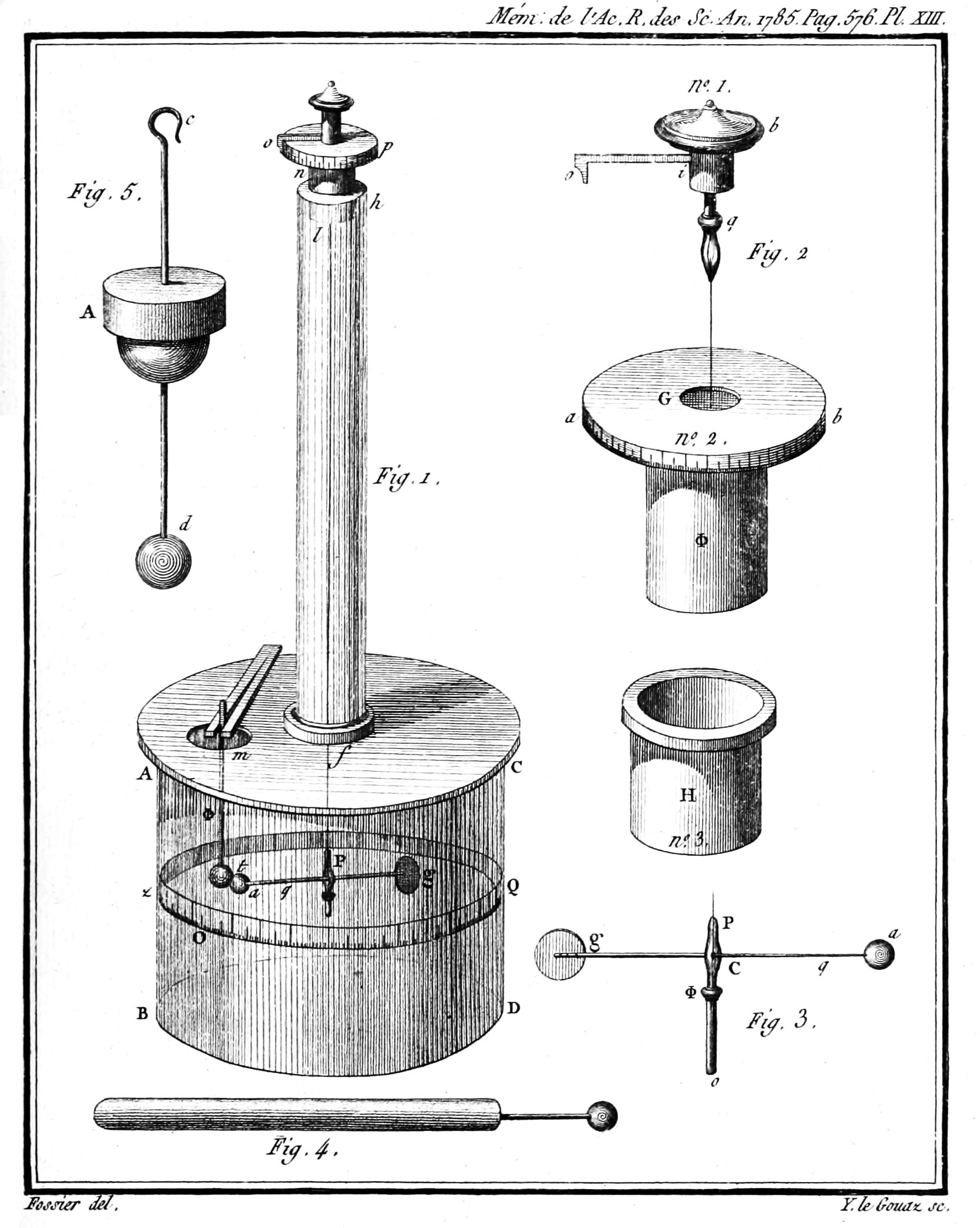
Balanța de torsiune a lui Coulomb

Dacă nu este nevoie să se știe direcția forței, atunci versiunea scalară, simplificată, a legii lui Coulomb este suficientă. Mărimea forței aplicate unei sarcini, {\displaystyle \scriptstyle {q_{1}}}, datorită prezenței unei alte sarcini, {\displaystyle \scriptstyle {q_{2}}}, este dată de modulul lui
{\displaystyle F={1 \over 4\pi \varepsilon _{0}}{\frac {q_{1}q_{2}}{r^{2}}}},
unde {\displaystyle \scriptstyle {r}} este distanța dintre sarcini și {\displaystyle \scriptstyle {\varepsilon _{0}}} este o constantă numită permitivitatea vidului. O forță pozitivă implică interacțiune cu respingere, iar o forță negativă înseamnă interacțiune cu atracție.
Factorul de proporționalitate, denumit constanta electrostatică, sau constanta lui Coulomb ({\displaystyle \scriptstyle {k_{C}}}), este:
{\displaystyle k_{C}={\frac {1}{4\pi \varepsilon _{0}}}\approx 8.988\times 10^{9}} Nm2C−2 (sau mF−1).
În unități cgs, unitatea de sarcină, esu de sarcină sau statcoulomb, este definită astfel încât această constantă Coulomb să fie 1.
S-a demonstrat experimental că puterea (exponentul) distanței dintre sarcini din legea lui Coulomb este diferită de -2 cu mai puțin de o milionime.
Când se măsoară în unități ale Sistemului internațional, constanta Coulomb, {\displaystyle \scriptstyle {k_{C}}}, este numeric mult mai mare decât constanta gravitațională universală {\displaystyle \scriptstyle {G}}. Aceasta înseamnă că pentru obiecte a căror sarcină este de ordinul unei unități de sarcină (C) și masă de ordinul unității de masă (kg), forțele electrostatice vor fi cu mult mai mari decât forțele gravitaționale încât acestea din urmă se pot ignora. Nu este cazul, însă, atunci când este vorba de unități Planck și sarcina și masa sunt de ordinul unității de sarcină, respectiv masă. Totuși, particule elementare  încărcate au masa mult mai mică decât masa Planck, pe când sarcina lor este de ordinul sarcinii Planck, și, din nou forțele gravitaționale se pot ignora. De exemplu, forța electrostatică dintre un electron și un proton, care constituie un atom de hidrogen, este de aproape 40 ordine de mărime mai mare decât forța gravitațională dintre ele.
Legea lui Coulomb poate fi interpretată și în termeni de unități atomice cu forța exprimată în Hartree pe rază Bohr, sarcina în termeni de sarcini elementare, iar distanțele în termeni de rază Bohr.

### Câmpul electric
Rezultă din legea lui Coulomb că modulul câmpului electric {\displaystyle \scriptstyle {\mathbf {E} }} creat de o singură sarcină punctiformă {\displaystyle {q}}  în repaus este dat de
{\displaystyle E={1 \over 4\pi \varepsilon _{0}}{\frac {q}{r^{2}}}}
Pentru o sarcină pozitivă {\displaystyle \scriptstyle {q}}, direcția lui {\displaystyle \scriptstyle {\mathbf {E} }} este una din direcțiile îndreptate radial, cu centrul în locația sarcinii punctiforme și sensul în direcția opusă sarcinii, iar pentru sarcina negativă, sensul este opus. Câmpul electric este măsurat în volți pe metru sau newtoni pe coulomb.

## Forma vectorială
Pentru a obține atât modulul cât și direcția unei forțe aplicate unei sarcini electrice, {\displaystyle {q_{1}}} în poziția {\displaystyle \mathbf {r} _{1}}, într-un câmp electric datorat prezenței unei alte sarcini, {\displaystyle \scriptstyle {q_{2}}} în poziția {\displaystyle \scriptstyle {\mathbf {r} _{2}}}, este necesară forma vectorială completă a legii lui Coulomb.
{\displaystyle \mathbf {F} ={1 \over 4\pi \varepsilon _{0}}{q_{1}q_{2}(\mathbf {r} _{1}-\mathbf {r} _{2}) \over |\mathbf {r} _{1}-\mathbf {r} _{2}|^{3}}={1 \over 4\pi \varepsilon _{0}}{q_{1}q_{2} \over r^{2}}\mathbf {\hat {r}} _{21}},
unde {\displaystyle {r}} este distanța dintre cele două sarcini. De observat că aceasta este în fapt forma scalară a legii lui Coulomb cu direcția dată de versorul {\displaystyle {\mathbf {\hat {r}} _{21}}}, paralel cu dreapta ce unește cele două sarcini și orientat cu sensul de la sarcina {\displaystyle \scriptstyle {q_{2}}} spre sarcina {\displaystyle \scriptstyle {q_{1}}}.
Dacă ambele sarcini au același semn (sarcini similare) atunci produsul {\displaystyle \scriptstyle {q_{1}q_{2}}} este pozitiv și deci sensul forței aplicate asupra lui {\displaystyle \scriptstyle {q_{1}}} este dat de {\displaystyle \scriptstyle {\mathbf {\hat {r}} _{21}}}; sarcinile se resping. Dacă sarcinile sunt de semne opuse, atunci produsul {\displaystyle \scriptstyle {q_{1}q_{2}}} este negativ și sensul forței ce acționează asupra lui {\displaystyle \scriptstyle {q_{1}}} este dat de {\displaystyle -\scriptstyle {\mathbf {\hat {r}} _{21}}}; sarcinile se atrag. 

### Sistem de sarcini discrete
Principiul superpoziției liniare poate fi folosit pentru a calcula forța pe o sarcină de test mică, {\displaystyle \scriptstyle {q}}, datorată unui sistem de {\displaystyle \scriptstyle {N}} sarcini discrete:
{\displaystyle \mathbf {F} (\mathbf {r} )={q \over 4\pi \varepsilon _{0}}\sum _{i=1}^{N}{q_{i}(\mathbf {r} -\mathbf {r} _{i}) \over |\mathbf {r} -\mathbf {r} _{i}|^{3}}={q \over 4\pi \varepsilon _{0}}\sum _{i=1}^{N}{q_{i} \over R_{i}^{2}}\mathbf {\hat {R}} _{i}},
unde {\displaystyle \scriptstyle {q_{i}}} and {\displaystyle \scriptstyle {\mathbf {r} _{i}}} sunt, respectiv, modulul și poziția sarcinii a {\displaystyle \scriptstyle {i-{a}}}, {\displaystyle \scriptstyle {\mathbf {\hat {R}} _{i}}} este un versor pe direcția {\displaystyle \scriptstyle {\mathbf {R} _{i}=\mathbf {r} -\mathbf {r} _{i}}} (un vector cu baza în {\displaystyle \scriptstyle {q_{i}}} și îndreptat spre sarcina {\displaystyle \scriptstyle {q}}), și {\displaystyle \scriptstyle {R_{i}}} este modulul lui {\displaystyle \scriptstyle {\mathbf {R} _{i}}} (distanțele dintre sarcinile {\displaystyle \scriptstyle {q_{i}}} și {\displaystyle \scriptstyle {q}}).

### Distribuția continuă de sarcină
Pentru o distribuție de sarcină, o integrală peste regiunea ce conține sarcina este echivalentă cu o sumă infinită a unor elemente infinitezimale, fiecare astfel de element infinitezimal de spațiu fiind tratat ca o sarcină punctiformă {\displaystyle \scriptstyle {dq}}.
Pentru o distribuție liniară de sarcină (o bună aproximație pentru sarcina pe un cablu) unde {\displaystyle \scriptstyle {\lambda (\mathbf {r^{\prime }} )}} dă sarcina pe unitatea de lungime în punctul {\displaystyle \scriptstyle {\mathbf {r^{\prime }} }}, și {\displaystyle \scriptstyle {dl^{\prime }}} este un element infinitezimal de lungime,
{\displaystyle dq=\lambda (\mathbf {r^{\prime }} )dl^{\prime }}.
Pentru o distribuție superficială de sarcină (o bună aproximație pentru sarcina de pe armătura unui condensator) unde {\displaystyle \scriptstyle {\sigma (\mathbf {r^{\prime }} )}} reprezintă sarcina pe unitatea de suprafață la poziția {\displaystyle \scriptstyle {\mathbf {r^{\prime }} }}, iar {\displaystyle \scriptstyle {dA^{\prime }}} este un element infinitezimal de arie,
{\displaystyle dq=\sigma (\mathbf {r^{\prime }} )dA^{\prime }}.
Pentru o distribuție volumică de sarcină (cum ar fi în cadrul unei bucăți de metal sau a unui volum de aer) unde {\displaystyle \scriptstyle {\rho (\mathbf {r^{\prime }} )}} dă sarcina pe unitatea de volum în poziția {\displaystyle \scriptstyle {\mathbf {r^{\prime }} }}, iar {\displaystyle \scriptstyle {dV^{\prime }}} este un element infinitezimal de volum,
{\displaystyle dq=\rho (\mathbf {r^{\prime }} )dV^{\prime }}.
Forța pe o sarcină mică de test {\displaystyle \scriptstyle {q}} în poziția {\displaystyle \scriptstyle {\mathbf {r} }} este dată de
{\displaystyle \mathbf {F} =\int dq{\mathbf {r} -\mathbf {r^{\prime }}  \over |\mathbf {r} -\mathbf {r^{\prime }} |^{3}}}.

## Aproximarea electrostatică
În oricare formulare, legea lui Coulomb este exactă doar când obiectele sunt staționare, și rămâne aproximativ corectă pentru sarcini în mișcare lentă.  Aceste condiții sunt cunoscute împreună sub numele de aproximarea electrostatică. Când are loc mișcarea, sunt produse câmpuri magnetice care modifică forțele asupra fiecărei componente. Interacțiunea magnetică dintre sarcinile în mișcare poate fi considerată o manifestare a forței din câmpul electrostatic, dar ținând cont de teoria relativității a lui Einstein.

## Tabel de mărimi calculate
| Forța |
| {\displaystyle \mathbf {F} _{12}={1 \over 4\pi \varepsilon _{0}}{q_{1}q_{2} \over r^{2}}\mathbf {\hat {r}} _{21}\ } |

| Câmpul electric                                                                                                |
| {\displaystyle \mathbf {E} _{12}={1 \over 4\pi \varepsilon _{0}}{q_{2} \over r^{2}}\mathbf {\hat {r}} _{21}\ } |

| Energia potențială                                                           |
| {\displaystyle U_{12}={1 \over 4\pi \varepsilon _{0}}{q_{1}q_{2} \over r}\ } |

| Potențialul                                                           |
| {\displaystyle V_{12}={1 \over 4\pi \varepsilon _{0}}{q_{2} \over r}} |